# Eduard Riedel
Eduard Riedel (alemany: Eduard von Riedel)  (Bayreuth, 1 de febrer de 1813 - Starnberg, 24 d'agost de 1885) fou un arquitecte alemany i agent d'edifici de govern bavarès. Entre altres coses és conegut per la seva contribució a la construcció del castell de Neuschwanstein.

## Biografia

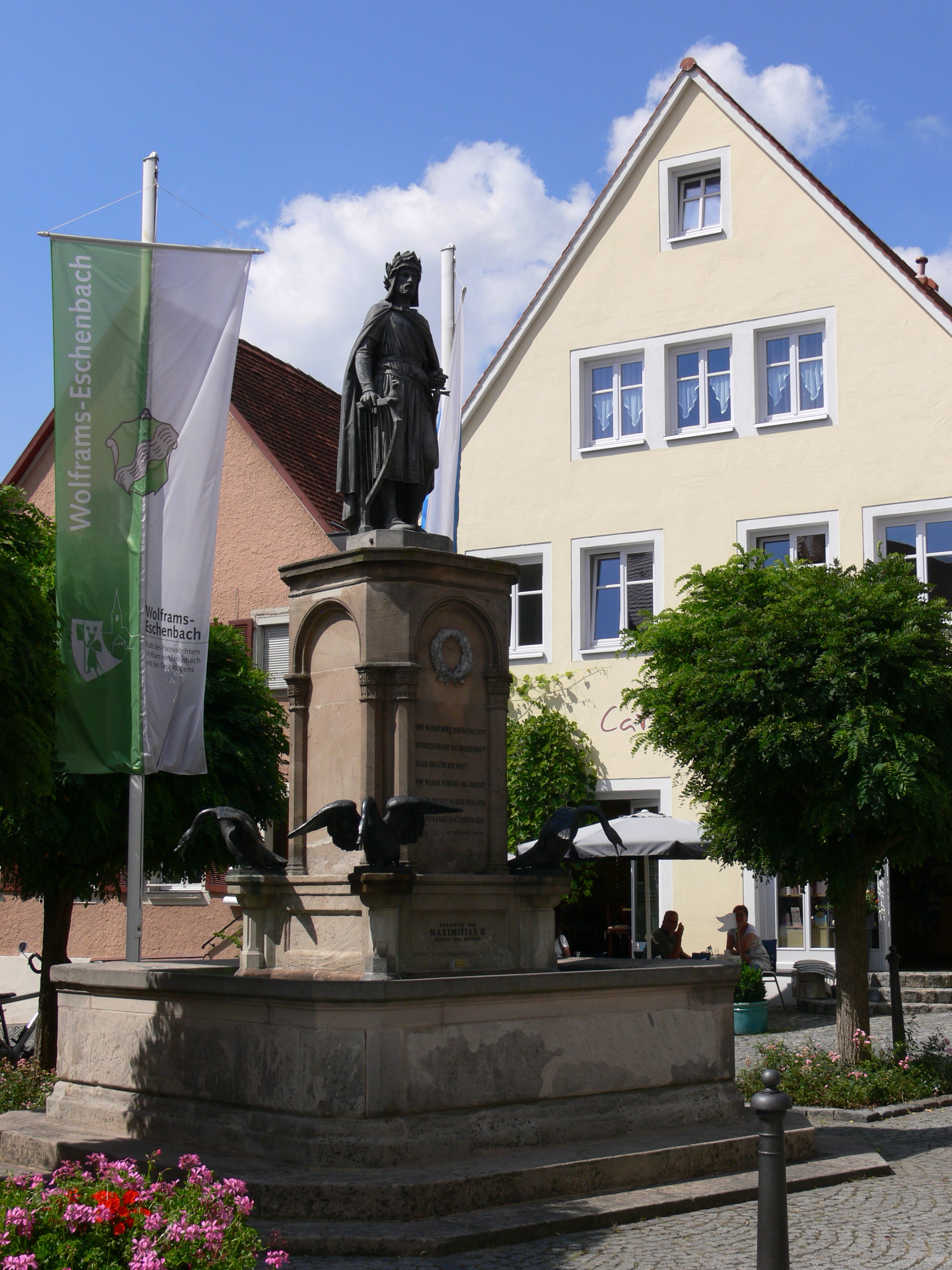
Monument a Wolfram von Eschenbach a Eschenbach

Riedel Va néixer a Bayreuth. Va començar per estudiar arquitectura a Bayreuth i es va graduar a Múnic, la capital bavaresa, el 1834.
El seu primer projecte fou la supervisió del nou desenvolupament del Ludwigstraße Damenstift (convent) a Múnic. Això va ser seguit per la residència i jardí de palau pel rei Otó I de Grècia a Atenes, i fou allà l'arquitecte de la cort fins que va retornar a Múnic el 1850. Allà hi va fer el Propylaea de Múnic conjuntament amb Leo von Klenze. Del 1852 fins al 1857, Riedel va fer de professor a l'Institut Politècnic. El 1853 va ser nomenat superintendent de les autoritats dels edificis reials i el 1872 esdevingué l'arquitecte principal de la cort.
Les seves feines inclouen el monument a Wolfram von Eschenbach a Wolfram-Eschenbach, nombroses fonts del jardí del Palau de Schleissheim, el Beamtenreliktanstalt i el Museu Nacional de Baviera de Múnic, així com conceptes i esborranys nombrosos com pel monestir cistercenc de Mehringen, una universitat nova i una moneda. Fou també responsable de la restauració de diversos palaus.

## Selecció d'obres

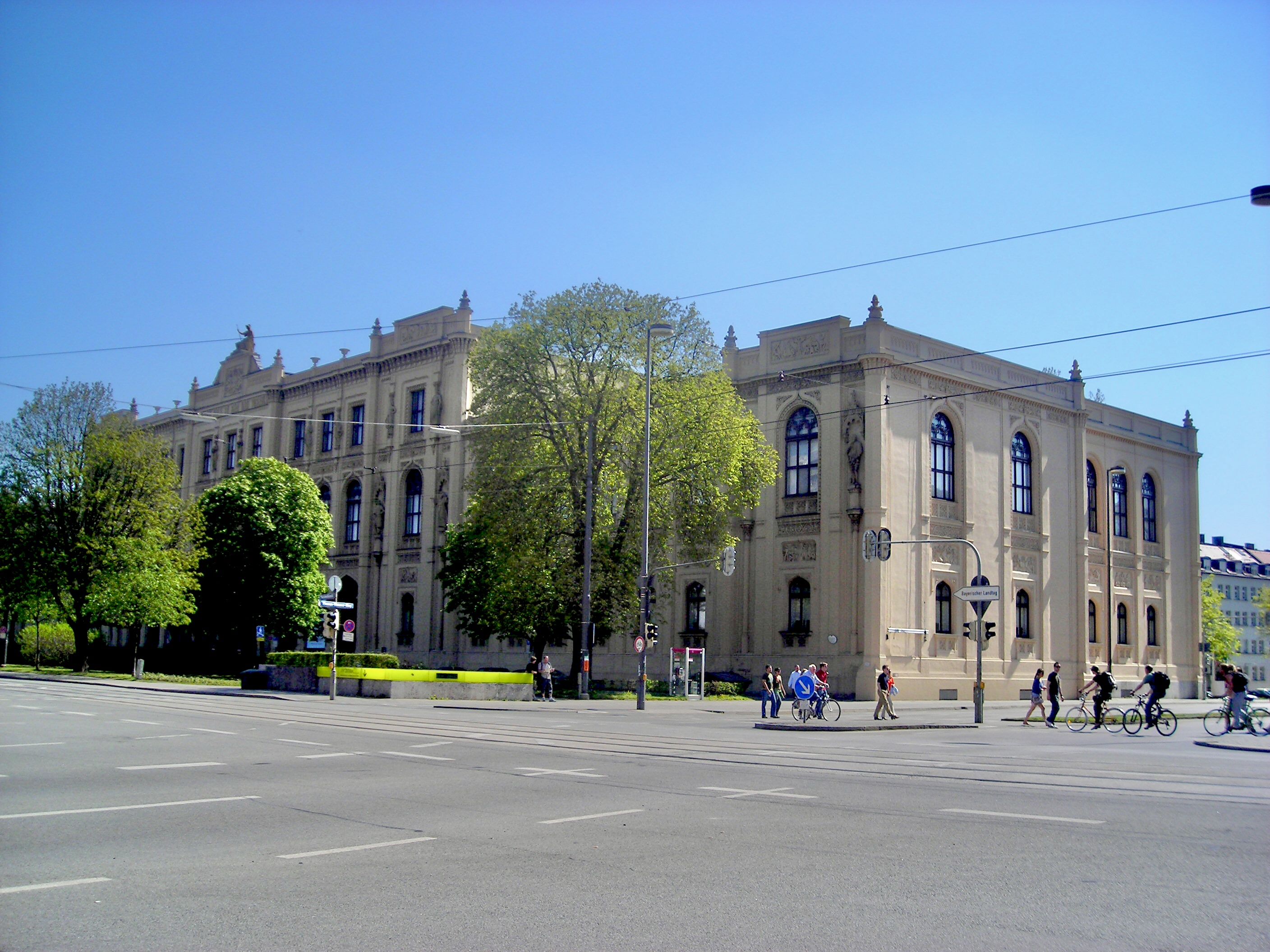
Munic, edifici del Museu Nacional de Baviera, obra de Riedel, que actualment alberga el Museu Estatal d'Etnologia

- 1848–64: Conceptes per la tomba de Maximilià II de Baviera
- 1849–51: Reconstrucció del Castell Berg sobre el Llac Starnberg
- 1852–53: Conclusió del Casino de Roseninsel al Llac Starnberg
- 1852–77: Conceptes pel front de la Maximilian-II-Kaserne de Múnic
- 1854–56: Ampliació de l'edifici basar de Leo von Klenze a la Odeonsplatz, Múnic
- 1856–58: Reconstrucció del Castell Herzog Max Castell a Múnic
- 1857: Casa de caça Reial prop d'Ettal
- 1859–63: Museu Nacional de Baviera, actualment Museu Estatal d'Etnologia a Múnic
- 1861–63: Conceptes pel front del Neue Kaserne (Caserna Nova) a Regensburg
- 1862: Conceptes pels jardins de Feldafing Palau
- 1862–63: Conceptes per la universitat nova a Karlsplatz, Múnic
- 1863–65: Beamtenreliktanstalt a Múnic
- 1864: Mausoleu per Maximilian II a l'Església Theatine, Múnic
- 1869–1874: Concepte pel Castell de Neuschwanstein